# شعبية الحزام الأخضر
شعبية الحزام الأخضر كانت إحدى شعبيات ليبيا، يقدر عدد سكانها نحو 86,000 نسمة. تحيط الشعبية بمدينة بنغازي، التي تعتبر ثاني أكبر مدن ليبيا.

## أهم المدن
- الأبيار
- سلوق
- قمينس

تم تاسيس هذه الشعبية سنه 1999 .

## المؤتمرات الشعبية الأساسية بالشعبية
- بوجرار
- العقورية
- دريانة
- سهل السحل
- برسس
- المبني
- المليطانية
- الأبيار
- جنوب الأبيار
- أبو مريم
- الرجمة
- مسوس
- جيرة
- سيدي مهيوس
- قمينس
- سلوق
- الخضراء
- جروثة
- كركورة
- الساحل الغربي
- المقرون
- المسيرة الخضراء
- الحمدة